# Røyrvik
Røyrvik es un municipio y una localidad de la provincia de Trøndelag, en Noruega. Tiene una población de 475 habitantes según el censo de 2015.
Røyrvik se separó de Grong el 1 de julio de 1923.
El nombre del pueblo procede del pez røyr (salvelino).
El escudo es de 1985. La cruz es común entre los lapones y representa al Sol.